# شهرستان میل لاک
شهرستان میل لاک (به انگلیسی: Mille Lacs County) یک منطقهٔ مسکونی در ایالات متحده آمریکا است که در مینه‌سوتا واقع شده‌است. شهرستان میل لاک ۱٬۷۶۶٫۳۸ کیلومتر مربع مساحت و ۲۶٬۰۹۷ نفر جمعیت دارد.